# 蒙热鲁
蒙热鲁（法語：Montgeroult，法語發音：[mɔ̃ʒ(ə)ʁu] ⓘ）是法国法蘭西島大區瓦兹河谷省的一个市镇，位于该省中西部，属于蓬图瓦兹区。

## 地理
蒙热鲁（49°4'56"N, 2°0'15"E）面积4.97 平方千米，位于法国法蘭西島大區瓦兹河谷省，该省份为法国北部内陆省份，北起瓦兹省，西接厄尔省，南至塞纳-圣但尼省、上塞纳省和伊夫林省，东临塞纳-马恩省。
与蒙热鲁接壤的市镇（或旧市镇、城区）包括：韦克桑地区科尔梅耶、阿布莱日、布瓦西莱勒里耶、维奥讷河畔库尔塞勒、皮瑟蓬图瓦兹。

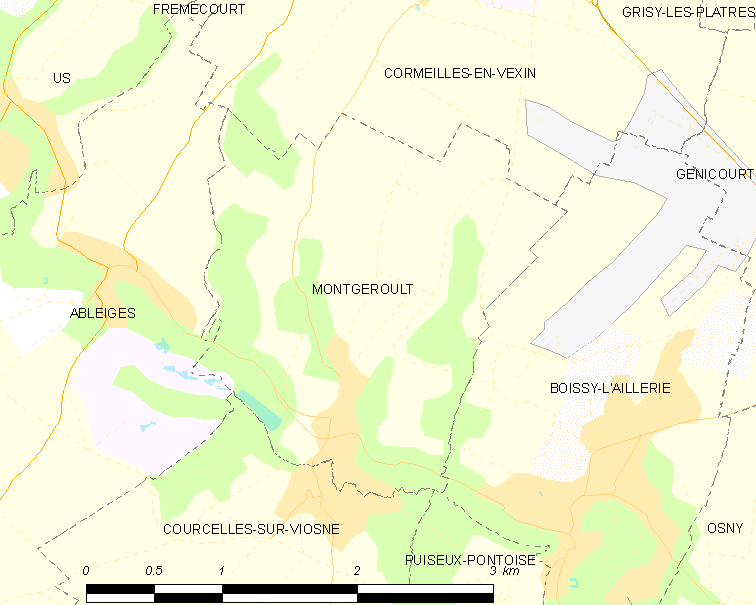
蒙热鲁的OSM定位图

蒙热鲁的时区为UTC+01:00、UTC+02:00（夏令时）。

## 行政
蒙热鲁的邮政编码为95650，INSEE市镇编码为95422。

## 政治
蒙热鲁所属的省级选区为蓬图瓦兹县。

## 人口

1962-2008年间蒙热鲁人口变化图示

蒙热鲁于2022年1月1日时的人口数量为350人。